# USS Seahorse (SS-304)
| «Сіхорс» | «Сіхорс»                                                                             | «Сіхорс»                                                                             |
| --- | ------------------------------------------------------------------------------------ | ------------------------------------------------------------------------------------ |
| USS Seahorse (SS-304) |                                                                                      |                                                                                      |
| |                                                                                      |                                                                                      |
| Американський ПЧ «Сіхорс» |                                                                                      |                                                                                      |
| Верф | Mare Island Naval Shipyard, Вальєхо, Каліфорнія                                      | Mare Island Naval Shipyard, Вальєхо, Каліфорнія                                      |
| Під прапором | США                                                                                  | США                                                                                  |
| Належність | ВМС США                                                                              | ВМС США                                                                              |
| Порт приписки | Перл-Гарбор, Брисбен, Апра-Гарбор                                                    | Перл-Гарбор, Брисбен, Апра-Гарбор                                                    |
| Замовлення | 15 грудня 1940                                                                       | 15 грудня 1940                                                                       |
| Закладений | 1 липня 1942                                                                         | 1 липня 1942                                                                         |
| Спуск на воду | 9 січня 1943                                                                         | 9 січня 1943                                                                         |
| Введений до складу флоту | 31 березня 1943                                                                      | 31 березня 1943                                                                      |
| Виведений зі складу флоту | 1 березня 1967                                                                       | 1 березня 1967                                                                       |
| На службі | 1943—1967                                                                            | 1943—1967                                                                            |
| Сучасний статус | 4 грудня 1968 року списаний на брухт                                                 | 4 грудня 1968 року списаний на брухт                                                 |
| Бойовий досвід | Друга світова війна Тихоокеанський ТВД                                               | Друга світова війна Тихоокеанський ТВД                                               |
| Нагороди | 9 бойових зірок                                                                      | 9 бойових зірок                                                                      |
| Проєкт |                                                                                      |                                                                                      |
| Тип ПЧ | великий дизель-електричний торпедний ДПЧ                                             | великий дизель-електричний торпедний ДПЧ                                             |
| Основні характеристики |                                                                                      |                                                                                      |
| Швидкість (надводна) | 20,25 вузлів (38 км/год)                                                             | 20,25 вузлів (38 км/год)                                                             |
| Швидкість (підводна) | 8,75 вузлів (16 км/год)                                                              | 8,75 вузлів (16 км/год)                                                              |
| Робоча глибина занурення | 90 м                                                                                 | 90 м                                                                                 |
| Гранична глибина занурення | 120 м                                                                                | 120 м                                                                                |
| Дальність плавання | 11 000 миль (20 000 км) на швидкості 10 вузлів (18,6 км/год) (надводна)              | 11 000 миль (20 000 км) на швидкості 10 вузлів (18,6 км/год) (надводна)              |
| Автономність плавання | 48 годин на швидкості 2 вузли (3,7 км/год) 75 діб патрулювання                       | 48 годин на швидкості 2 вузли (3,7 км/год) 75 діб патрулювання                       |
| Екіпаж | 81 офіцер та матрос                                                                  | 81 офіцер та матрос                                                                  |
| Розміри |                                                                                      |                                                                                      |
| Довжина найбільша (по КВЛ) | 95,05 м                                                                              | 95,05 м                                                                              |
| Ширина корпусу найб. | 8,33 м                                                                               | 8,33 м                                                                               |
| Середня осадка (по КВЛ) | 5,13 м                                                                               | 5,13 м                                                                               |
| Водотоннажність надводна | 1 550 т                                                                              | 1 550 т                                                                              |
| Силова установка |                                                                                      |                                                                                      |
| дизель-електрична; 4 × головні дизельні двигуни Fairbanks-Morse Model 38D8-1⁄8 2 × 126-секційні хімічні батареї типу Sargo 4 × високошвидкісні електродвигуни Elliott з редукторами |                                                                                      |                                                                                      |
| Гвинти | 2                                                                                    | 2                                                                                    |
| Потужність | 2 740- 5400 к.с.                                                                     | 2 740- 5400 к.с.                                                                     |
| Озброєння |                                                                                      |                                                                                      |
| Артилерія | 1 × 127-мм корабельна гармата 5"/51                                                  | 1 × 127-мм корабельна гармата 5"/51                                                  |
| Торпедно- мінне озброєння | 10 × 533-мм торпедних апаратів 24 торпеди 2 × 1016-мм мінних загороджувачі (60 мін)  | 10 × 533-мм торпедних апаратів 24 торпеди 2 × 1016-мм мінних загороджувачі (60 мін)  |
| ППО | 1 × 40-мм зенітна гармата Bofors L60 1 × 20-мм автоматична зенітна гармата «Ерлікон» | 1 × 40-мм зенітна гармата Bofors L60 1 × 20-мм автоматична зенітна гармата «Ерлікон» |

«Сіхорс» (англ. USS Seahorse (SS-304) — американський підводний човен типу «Балао», що перебував у складі військово-морських сил США у роки Другої світової війни.

## Історія створення
«Сіхорс» був закладений 1 липня 1942 року на верфі компанії Mare Island Naval Shipyard у Вальєхо, штат Каліфорнія. 9 січня 1943 року він був спущений на воду, а 31 березня 1943 року увійшов до складу ВМС США.

## Історія служби
Підводний човен брав участь у бойових діях на на Тихому океані за часи Другої світової війни. Загалом «Сіхорс» здійснив 8 бойових походів, під час яких затопив 20 суден, що є шостим за результативністю показником серед американських підводних човнів за часи Другої світової війни, поступаючись «Тангу», «Таутогу», «Сілверсайдсу», «Флешеру» і «Спейдфішу». Водотоннажність кораблів, затоплених «Сільверсайдом», становила 72 529 тонн, 12-те з найбільших досягнень за тоннажністю суден, затоплених американськими підводними човнами під час війни.
Загалом за бойові заслуги, проявлену мужність та стійкість у боях «Сіхорс» удостоєний дев'яти бойових зірок.
Після війни човен повернувся на Мідвей, звідси до острова Маре, де 2 березня 1946 року був виведений з експлуатації. ПЧ перевели до резерву Тихоокеанського флоту, де він залишався неактивним до кінця своєї кар'єри. 6 листопада 1962 року його перекласифікували на допоміжний підводний човен AGSS-304, 1 березня 1967 року виключили зі списку ВМС і 14 грудня 1968 року продали Zidell Explorations Inc., Портленд, Орегон, для утилізації.

## Бойовий рахунок
Одним з потоплених суден стало "Індія-Мару", яке торпедували 15 квітня 1943-го біля північного узбережжя Нової Гвінеї. 